# Jüdischer Friedhof Rommersheim

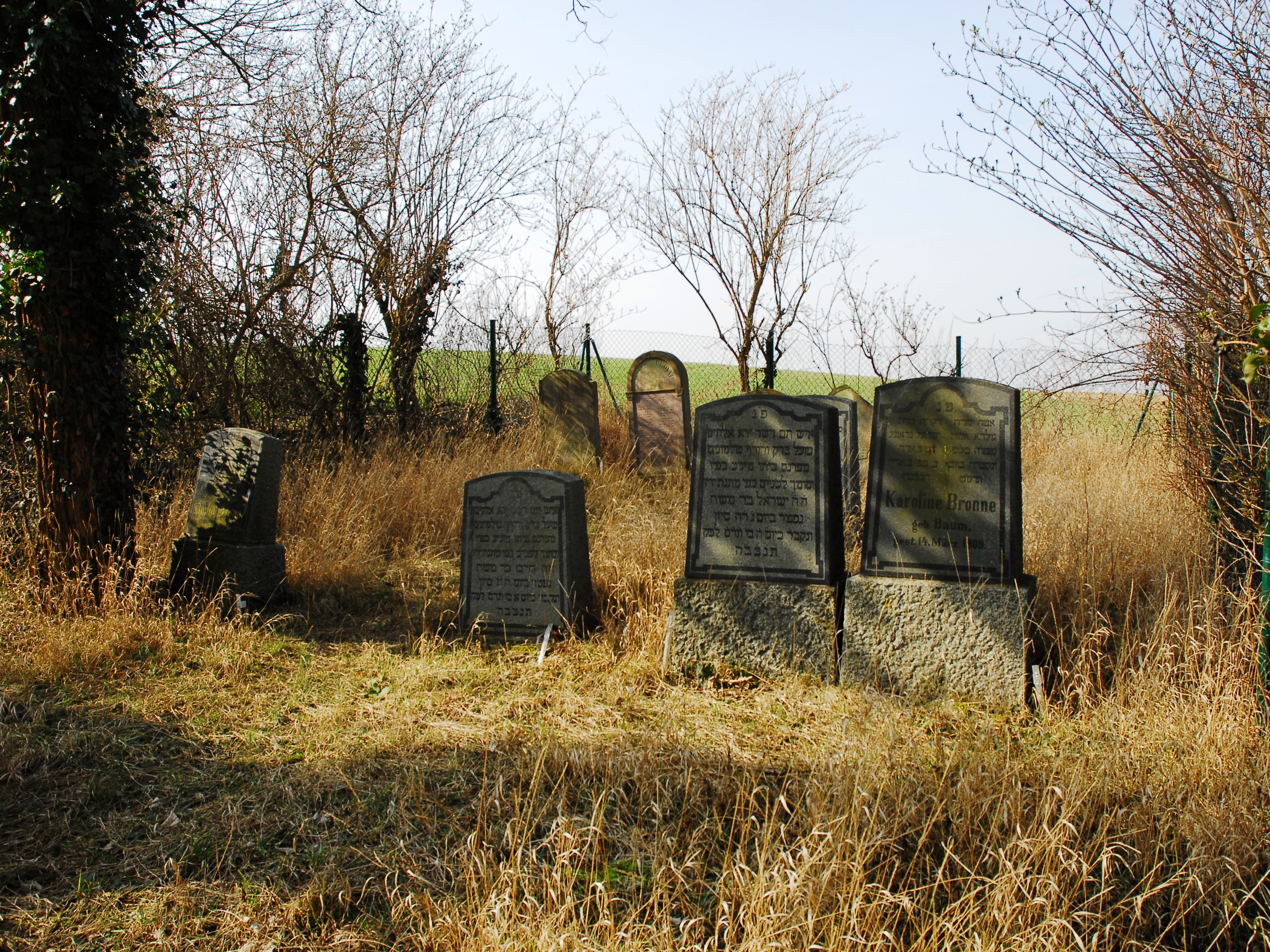
Jüdischer Friedhof in Rommersheim

Der Jüdische Friedhof Rommersheim ist ein Friedhof im Ortsteil Rommersheim der Stadt Wörrstadt im Landkreis Alzey-Worms in Rheinland-Pfalz. 
Der jüdische Friedhof liegt westlich des Ortes „Am Kehlberg“, etwa 300 Meter oberhalb des kommunalen Friedhofs, der am Friedhofsweg liegt.
Auf dem 542 m² großen Friedhof, der seit 1854 belegt wurde, befinden sich neun Grabsteine aus der Zeit von 1868 bis 1909. 